# Женіва (містечко, Нью-Йорк)
Женіва (англ. Geneva) — місто (англ. town) в США, в окрузі Онтаріо штату Нью-Йорк. Населення — 3473 особи (2020).

## Демографія
Згідно з переписом 2010 року, у місті мешкала 3291 особа в 1461 домогосподарстві у складі 944 родин. Було 1624 помешкання
Расовий склад населення:
| - 92,9 % — білих - 2,8 % — чорних або афроамериканців - 2,3 % — азіатів - 0,1 % — корінних американців |

До двох чи більше рас належало 1,2 %. Частка іспаномовних становила 2,4 % від усіх жителів.
За віковим діапазоном населення розподілялося таким чином: 18,0 % — особи молодші 18 років, 59,4 % — особи у віці 18—64 років, 22,6 % — особи у віці 65 років та старші. Медіана віку мешканця становила 49,1 року. На 100 осіб жіночої статі у місті припадало 91,7 чоловіків;  на 100 жінок у віці від 18 років та старших — 90,6 чоловіків також старших 18 років.
Середній дохід на одне домашнє господарство  становив 63 485 доларів США (медіана — 50 847), а середній дохід на одну сім'ю — 77 505 доларів (медіана — 61 399). Медіана доходів становила 45 272 долари для чоловіків та 41 433 долари для жінок. За межею бідності перебувало 19,8 % осіб, у тому числі 26,7 % дітей у віці до 18 років та 9,2 % осіб у віці 65 років та старших.
Цивільне працевлаштоване населення становило 1387 осіб. Основні галузі зайнятості: освіта, охорона здоров'я та соціальна допомога — 30,1 %, мистецтво, розваги та відпочинок — 17,0 %, виробництво — 16,2 %.